# Джо Мерсер
Джо Мерсер (англ. Joe Mercer; 9 серпня 1914, Еллесмер Порт — 9 серпня 1990, Манчестер) — англійський футболіст, фланговий півзахисник. По завершенні ігрової кар'єри — футбольний тренер.
Як гравець насамперед відомий виступами за клуби «Евертон» та «Арсенал», а також національну збірну Англії.
Триразовий чемпіон Англії. Дворазовий володар Кубка Англії. Триразовий володар Суперкубка Англії. Як тренер — дворазовий володар Кубка англійської ліги, чемпіон Англії, володар Кубка Англії, володар Суперкубка Англії, володар Кубка Кубків УЄФА. Входить до списку «100 легенд Футбольної ліги».

## Клубна кар'єра
Вихованець футбольної школи клубу «Еллесмер Порт».
У дорослому футболі дебютував 1932 року виступами за команду клубу «Евертон», в якій провів чотирнадцять сезонів, взявши участь у 170 матчах чемпіонату. За цей час виборов титул чемпіона Англії та ставав володарем Кубка Англії.
1946 року перейшов до клубу «Арсенал», за який відіграв 9 сезонів. Більшість часу, проведеного у складі лондонського «Арсенала», був основним гравцем команди. За цей час додав до переліку своїх трофеїв ще кілька титулів — чемпіона Англії, володаря Кубка Англії та двічі Суперкубка Англії. Завершив професійну кар'єру футболіста виступами за команду «Арсенал» у 1955 році

## Виступи за збірну
1938 року дебютував в офіційних матчах у складі національної збірної Англії. Протягом кар'єри у національній команді, яка тривала усього 2 роки, провів у формі головної команди країни 5 матчів.

## Кар'єра тренера
Розпочав тренерську кар'єру відразу ж по завершенні кар'єри гравця у 1955 році, очоливши тренерський штаб клубу «Шеффілд Юнайтед». Надалі очолював команди «Астон Вілла», «Манчестер Сіті» та «Ковентрі Сіті».
Останнім місцем тренерської роботи була збірна Англії, де він працював виконувачем обов'язків тренера в 1974 році. Під його керівництвом збірна провела 7 матчів та виграла Домашній чемпіонат Великої Британії, проте новим тренером Англії став менеджер «Лідс Юнайтед» Дон Реві.

### Статистика
| Клуб              | Країна | З            | По           | Статистика | Статистика | Статистика | Статистика | Статистика |
| І                 | В      | Н            | П            | В %        |            |            |            |            |
| ----------------- | ------ | ------------ | ------------ | ---------- | ---------- | ---------- | ---------- | ---------- |
| «Шеффілд Юнайтед» | Англія | Серпень 1955 | Грудень 1958 | 156        | 64         | 35         | 57         | 41.0       |
| «Астон Вілла»     | Англія | Грудень 1958 | Липень 1964  | 282        | 120        | 63         | 99         | 42.6       |
| «Манчестер Сіті»  | Англія | Липень 1965  | Червень 1971 | 292        | 124        | 82         | 86         | 42.5       |
| «Ковентрі Сіті»   | Англія | Червень 1972 | Травень 1974 | 90         | 29         | 22         | 39         | 32.2       |
| Збірна Англії     | Англія | Травень 1974 | Червень 1974 | 7          | 3          | 3          | 1          | 42.9       |

## Титули і досягнення

### Як гравця
- Чемпіон Англії (3):

«Евертон»: 1938-39
«Арсенал»: 1947-48, 1952-53
- Володар Кубка Англії (2):

«Евертон»: 1932-33
«Арсенал»: 1949-50
- Володар Суперкубка Англії з футболу (3):

«Евертон»: 1932
«Арсенал»: 1948, 1953

### Як тренера
- Володар Кубка Футбольної ліги (2):

«Астон Вілла»: 1960-61
«Манчестер Сіті»: 1969-70
- Чемпіон Англії (1):

«Манчестер Сіті»: 1967-68
- Володар Кубка Англії (1):

«Манчестер Сіті»: 1968-69
- Володар Суперкубка Англії з футболу (1):

«Манчестер Сіті»: 1968
- Володар Кубка Кубків УЄФА (1):

«Манчестер Сіті»: 1969-70

### Особисті
Футболіст року в Англії за версією АФЖ: 1950